# 格林诺耶农村居民点 (别尔哥罗德州)
格林诺耶农村居民点（俄语：Глинновское сельское поселение）是俄罗斯联邦别尔哥罗德州新奥斯科尔区所属的一个农村居民点。其下辖有12个居民点，行政中心为格林诺耶。据2016年统计，该农村居民点的人口为700人。